# Nuevo Baztán
Nuevo Baztán és un municipi de la comunitat autònoma de Madrid,

## Història
El municipi va ser fundat en 1709 com un model urbanístic segregant-se el seu territori del municipi d'Olmeda de las Cebollas (avui Olmeda de las Fuentes). La iniciativa va venir d'un amic del rei Carles II, Juan de Goyeneche. El Palau-Església de Goyeneche va ser construït entre 1709-1713, per José Benito Xoriguera. A Nuevo Baztán vivien famílies navarreses, castellanes, flamenques i portugueses. Va ser construït per agotes, vinguts de Navarra de la vall de Baztan (per aquest motiu es va dir Nuevo Baztán).
Una vegada a l'any se celebren les Javieradas, festa popular celebrada al costat de molts navarresos que arriben per a l'ocasió. En el lloc va haver una indústria de céramica i de vidre. Les cases van ser habitades pels artesans que treballaven en les fàbriques. L'església està dedicada a Sant Francesc Xavier, data de 1722, i annex a ella es troba el palau. Ja en el segle xx, pels carrers de Nuevo Baztán es van rodar escenes de El Regreso de los Siete Magníficos, amb Yul Brynner. I en 2007 es va rodar un capítol de la reeixida sèrie d'Antena 3 Los Hombres de Paco. Com a curiositat, ressaltar que en 2001, Nuevo Baztán va guanyar el Grand Prix del Verano, un concurs de TVE en el qual competien pobles de tota la geografia espanyola.